# Communauté de communes du Chaourçois
L'intercommunalité du Chaourçois est une ancienne communauté de communes française, située dans le département de l'Aube et la région Grand Est.

## Historique
La communauté de communes du Chaourçois a été créée le 1er janvier 2003.
- 13 janvier 2004 : définition de l'intérêt communautaire pour 2 compétences.
- 10 novembre 2006 : définition de l'intérêt communautaire et modification des statuts.

Le 1er janvier 2017, la communauté de communes du Chaourçois et du Val d'Armance est créée à partir de la fusion des deux communautés de communes du Chaourçois et du Val d'Armance.

## Composition
La structure regroupait vingt-six communes au 1er janvier 2016 :
| Nom                   | Code Insee | Gentilé        | Superficie (km2) | Population (dernière pop. légale) | Densité (hab./km2) |
| --------------------- | ---------- | -------------- | ---------------- | --------------------------------- | ------------------ |
| Chaource (siège)      | 10080      | Chaourçois     | 31,06            | 1 105 (2014)                      | 36                 |
| Avreuil               | 10024      |                | 10,33            | 145 (2014)                        | 14                 |
| Balnot-la-Grange      | 10028      | Balnotiers     | 20,11            | 124 (2014)                        | 6,2                |
| Bernon                | 10040      | Bernonais      | 17,91            | 192 (2014)                        | 11                 |
| Chaserey              | 10087      |                | 6,86             | 55 (2014)                         | 8                  |
| Chesley               | 10098      | Chesleyens     | 21,17            | 321 (2014)                        | 15                 |
| Coussegrey            | 10112      | Dagonios       | 16,16            | 189 (2014)                        | 12                 |
| Cussangy              | 10120      | Cussangeois    | 21,39            | 224 (2014)                        | 10                 |
| Étourvy               | 10143      | Stolviciens    | 15,41            | 191 (2014)                        | 12                 |
| Les Granges           | 10168      | Grangeois      | 1,61             | 78 (2014)                         | 48                 |
| Lagesse               | 10185      | Lagessois      | 12,57            | 203 (2014)                        | 16                 |
| Lantages              | 10188      | Lantageois     | 18,87            | 254 (2014)                        | 13                 |
| Lignières             | 10196      | Lignièrois     | 25,79            | 237 (2014)                        | 9,2                |
| La Loge-Pomblin       | 10201      | Pomblinois     | 5,22             | 64 (2014)                         | 12                 |
| Les Loges-Margueron   | 10202      |                | 31,21            | 197 (2014)                        | 6,3                |
| Maisons-lès-Chaource  | 10218      | Majonniers     | 5,85             | 175 (2014)                        | 30                 |
| Metz-Robert           | 10241      | Robert-Messins | 4,26             | 55 (2014)                         | 13                 |
| Pargues               | 10278      | Parguois       | 13,98            | 131 (2014)                        | 9,4                |
| Praslin               | 10302      | Praslois       | 11,98            | 87 (2014)                         | 7,3                |
| Prusy                 | 10309      | Prussiens      | 3,95             | 101 (2014)                        | 26                 |
| Turgy                 | 10388      | Turgeois       | 9,97             | 45 (2014)                         | 4,5                |
| Vallières             | 10394      | Vallériens     | 8,34             | 143 (2014)                        | 17                 |
| Vanlay                | 10395      | Vanléens       | 25,91            | 316 (2014)                        | 12                 |
| Villiers-le-Bois      | 10431      |                | 5,16             | 95 (2014)                         | 18                 |
| Villiers-sous-Praslin | 10432      | Preuillots     | 8,42             | 70 (2014)                         | 8,3                |
| Vougrey               | 10443      | Vougreysiens   | 4,17             | 48 (2014)                         | 12                 |

## Organisation

### Liste des présidents
Le président de la communauté de communes est élu par le conseil communautaire.
| Période | Période       | Identité           | Étiquette | Qualité |
| ------- | ------------- | ------------------ | --------- | ------- |
| ?       | décembre 2016 | Jean-Michel Hupfer |           |         |

### Siège
19 rue des Roises, 10210 Chaource.

## Compétences
Nombre total de compétences exercées : 15.

### Compétences obligatoires
Aménagement de l'espace communautaire
1. Mise en œuvre, suivi et évaluation du contrat de pays ;
2. Elaboration et mis en œuvre de chartes intercommunales de développement et d’aménagement dans le cadre de la mise en place du pays ;
3. Création et réalisation de zones d’aménagement concerté ;
4. Réalisation, mise en valeur et gestion d’espaces verts et d’itinéraires de randonnées ;
5. Acquisition ou création de plans d’eau d’une surface supérieure à 5 hectares ainsi que leur aménagement en base de loisirs, leur gestion et leur entretien.

Actions de développement économique
1. Création, aménagement, entretien et gestion de zones d’activités économiques et des friches industrielles ;
2. Accueil, maintien, extension ou promotion d’actions et d’activités touristiques ;
3. Promotion et mise en valeur des produits du terroir ;
4. Création et gestion de camping et de bornes pour camping cars ;
5. Acquisition ou création de plans d’eau d’une surface supérieur à 5 hectares ainsi que leur aménagement en base de loisirs, leur gestion et leur entretien

### Compétences optionnelles
Protection & mise en valeur de l'environnement
1. Collecte, valorisation et élimination des déchets des ménages et déchets assimilés ;
2. Création et gestion de centres d’apports volontaires des déchets.

Politique du logement et du cadre de vie
1. Contractualisation ou accompagnement de procédures d’aménagement visant l’amélioration de l’habitat par la rénovation du patrimoine immobilier.

Construction, entretien & fonctionnement d'équipements sportifs et périscolaires
1. Équipements Sportifs : COSEC de Chaource;
2. Équipements & activités périscolaires : gestion de structures d’accueil de la petite enfance : crèche, halte garderie et actions de soutien, information et aides vis-à-vis des assistant(e)s maternel(le)s;
3. Action de développement des loisirs : soutien, participation à des activités associatives, artistiques, sportives, sociales & environnementales ayant un rayonnement sur le Chaourçois et répondant à des critères prédéfinis.

### Compétences supplémentaires
Bâtiments publics
1. Gestion et entretien des bâtiments à vocation de logements de la gendarmerie de Chaource;
2. Construction, aménagement et gestion de bâtiments à vocation administrative en vue de contribuer au maintien des servies publics et d’accueillir des permanences de services publics ou de services exerçant une mission de service public;
3. Construction, aménagement et gestion de logements situés dans des bâtiments publics à vocation communautaire.

### Compétences facultatives
Prestations de services, de travaux ou de secrétariat à la demande et pour le compte de collectivités ou d’établissements publics.

### Retour du loup
En décembre 2022 une « zone de présence permanente du loup » dans le Chaourçois est annoncée par la sous-préfète d'Avallon (Yonne) Depuis un arrêté préfectoral est pris pour l'Aube classant 100 communes en zone 1 et 2 communes en zone 2 .